# NGC 7752
NGC 7752 je nepravidelná galaxie v souhvězdí Pegase. Její zdánlivá jasnost je 14,0m a úhlová velikost 0,9′ × 0,5′. Je vzdálená 235 milionů světelných let. S větší galaxií NGC 7753 tvoří pár, který je zařazený do Arpova katalogu jako Arp 86 ve skupině spirálních galaxií s společníkem s vysokým povrchovým jasem. Galaxii objevil 22. listopadu 1854 R. J. Mitchell.

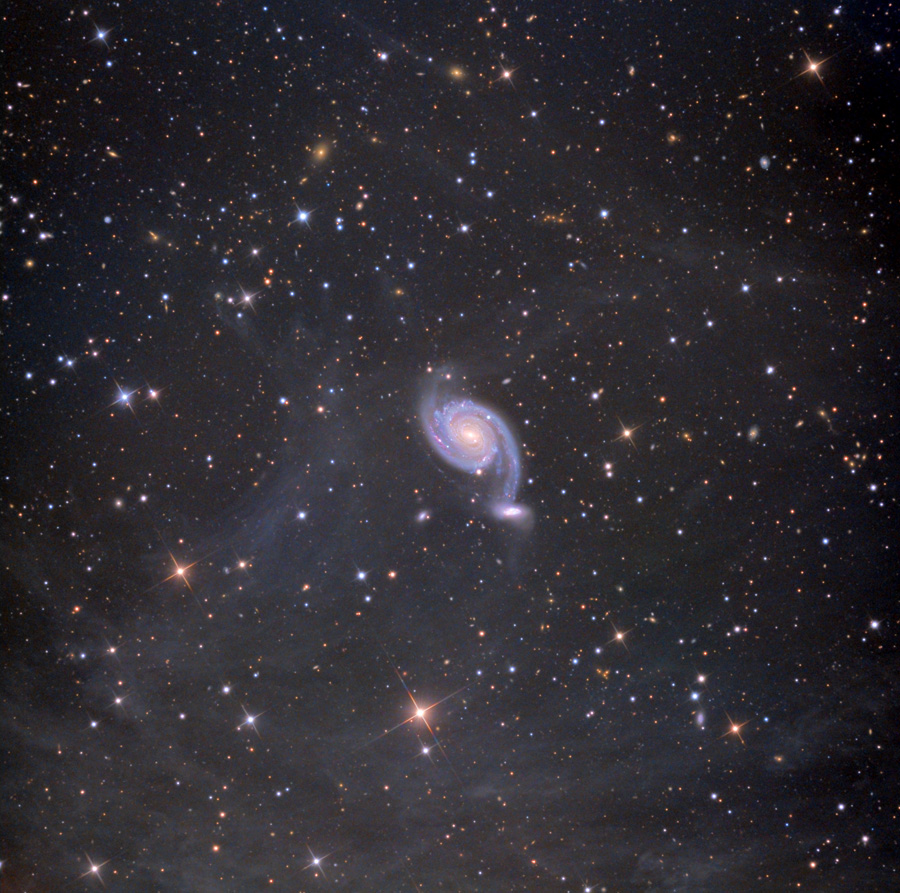
NGC 7752 a NGC 7753